# Перминов, Алексей Юрьевич
Алексей Юрьевич Перминов (родился 17 мая 1968 года, Киселёвск, Кемеровская область, РСФСР) — советский и российский футболист, защитник.

## Карьера
Воспитанник киселёвского футбола.
В 1986 году подписал первый профессиональный контракт с «Томью». В 1989 году перешёл в «Кузбасс», отыграв один сезон за клуб, перешёл в «Уралмаш». В 1990 году вместе с командой выиграл первенство во второй лиге. После распада СССР перешёл в «Ротор», игравший на тот момент в высшей лиге. 14 мая 1992 года в матче против «Ростсельмаша» дебютировал в высшей лиге, а 9 июля того же года в матче против самарских «Крыльев Советов» забил свой первый гол в национальном чемпионате. В «Роторе» был основным игроком, сыграв за сезон 11 матчей, но уже в следующем году не провёл ни одного матча за первую команду и был вынужден покинуть клуб. В 1994 году перешёл в «Балтику». В 1994 году помог команде выиграть бронзовые медали первой лиги, а в следующем году — занять 1-е место и выйти в высшую лигу. За два сезона в составе «Балтики» в чемпионате России в 1996—1997 годах сыграл 45 матчей, в которых забил 1 гол.
В 1998 году вернулся в «Томь». За 4 сезона за томский клуб сыграл 106 матчей в первом дивизионе. В 2001 году закончил профессиональную карьеру.